# Botanischer Garten der Universität des Saarlandes

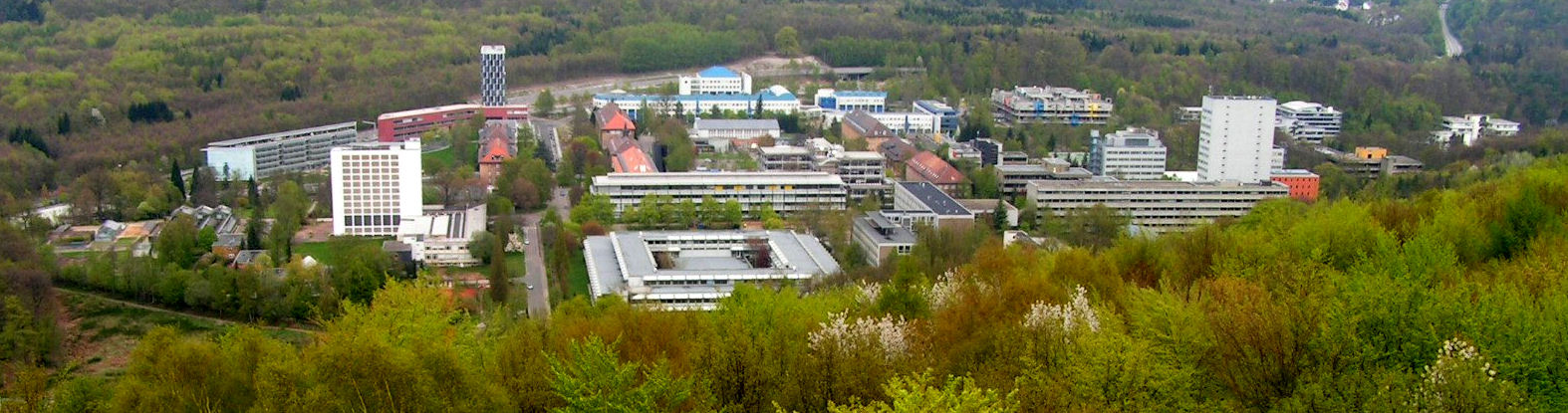
Universitätsgelände mit den Gewächshäusern am linken Bildrand

Der Botanische Garten der Universität des Saarlandes wurde 1952 gegründet und 2016 geschlossen. Er befand sich am westlichen Rande des Saarbrücker Universitätsgeländes.

## Geschichte
Die Gründung des Gartens erfolgte 1952.
Die öffentliche Gewächshausanlage wurde 1967 fertiggestellt. Die Ausdehnung des Freilandes betrug zuletzt 2,5 ha, die Unterglasfläche 1.200 m², davon 800 m² als Schauhäuser.
Zum Team um den Direktor gehörten eine Gartenpädagogin sowie ein leitender Gärtner und eine leitende Gärtnerin. Der Garten beherbergte ca. 2.000 Pflanzentaxa (Arten, Varietäten und Sorten) aus verschiedenen Klimazonen der Erde. Ein Arzneipflanzenmuseum war der Einrichtung angeschlossen.
Die Aufgaben des Botanischen Gartens bestanden in der Bereitstellung von Pflanzenmaterial für die universitäre Lehre und Forschung sowie die öffentliche Bildungsarbeit, insbesondere für Schulen. Ein garteneigener Förderkreis unterstützte die Öffentlichkeitsarbeit.
Zum Angebot des Gartens gehörten ein jährlicher Veranstaltungskalender sowie individuell zu vereinbarende Gruppenführungen zu unterschiedlichen Themengebieten.
Der Garten wurde auf Beschluss der Landesregierung des Saarlandes geschlossen. Der Grund waren Sparmaßnahmen. Kritisiert wurde die Schließung als Verlust wichtigen Kulturguts und von Ausbildungsinhalten. Der Termin der Schließung wurde von Ende 2016 auf 1. April 2016 vorverlegt. Da es nach Bekanntgabe des April-Termins zu vermehrten Diebstählen von Pflanzen gekommen war, war der Garten, abgesehen von vereinbarten Führungen, für das Publikum bereits ab 22. März 2016 nicht mehr zugänglich.